# Nikkie de Jager

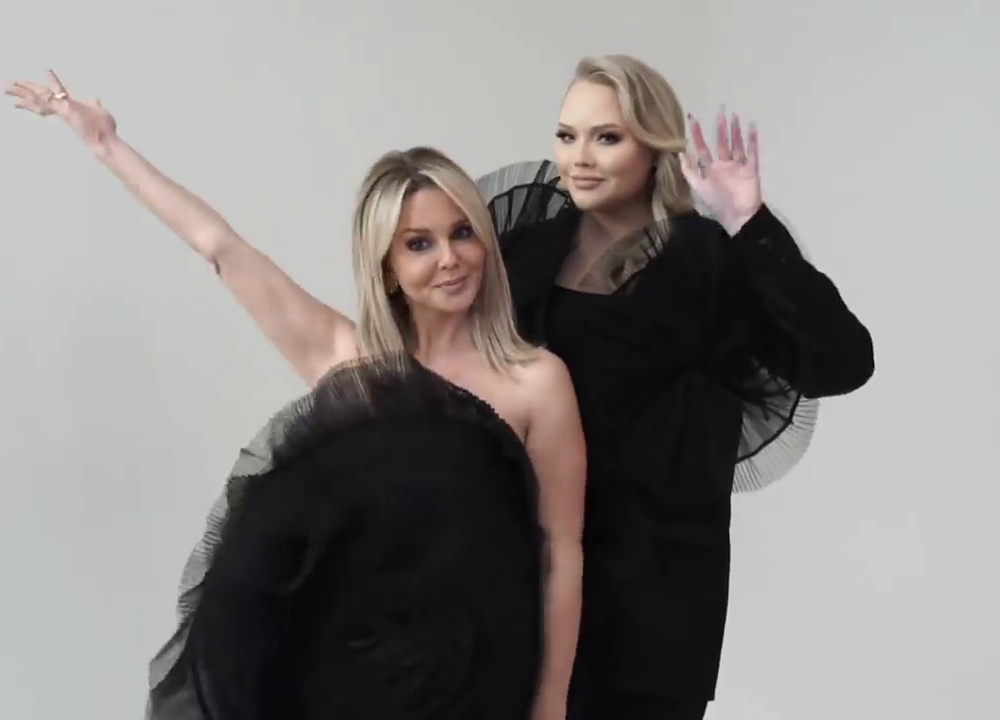
Chantal Janzen en Nikkie de Jager

Nikkie de Jager (Wageningen, 2 maart 1994) is een Nederlandse visagiste en presentatrice die zich bezighoudt met video's over make-up via haar YouTube-kanaal 'NikkieTutorials'. In 2021 was ze een van de presentatoren van het Eurovisiesongfestival. 

## Biografie
De Jager werd in 1994 geboren in Wageningen. In juni 2008 verdiepte ze zich in make-up en begon ze met het uploaden van instructievideo's met verschillende technieken naar YouTube, waar ze half 2022 bijna 14 miljoen volgers heeft en haar video's gezamenlijk meer dan 1,7 miljard keer zijn bekeken. Ze is ook actief op Instagram, Facebook en Twitter. Ze richt zich voornamelijk op een internationaal publiek en presenteert haar video's in het Engels. In 2015 was een van haar video's het begin van een sociale-media-campagne onder de naam #ThePowerOfMakeup, waarin ze haar halve gezicht opmaakte om het verschil duidelijk te maken. Het half opmaken leidde tot veel reacties en werd nagevolgd, soms als verzet tegen negatieve maatschappelijke reacties en vooroordelen over het gebruik van make-up.
In 2019 was ze te zien in het Nederlandse televisieprogramma Wie is de Mol?, waar ze als tweede kandidaat afviel.
In januari 2020 kwam De Jager internationaal in het nieuws toen ze bekendmaakte dat ze transgender is en liet weten dat ze zich al op zesjarige leeftijd als meisje uitte. Ze gaf aan dat ze tot de bekendmaking was aangezet vanwege een poging tot afpersing.
De Jager werd aangetrokken als de "online host" van het Eurovisiesongfestival 2020 in Rotterdam. Zij zou online verslag doen, een YouTube-serie maken met de deelnemende artiesten en in de live-shows verschijnen. Het festival werd echter in maart dat jaar afgelast vanwege de coronapandemie. Als alternatief programma was De Jager als "online host" te zien in Eurovision: Europe Shine a Light.
In juni 2020 werd aangekondigd dat De Jager als (goodwill)ambassadeur van de Nederlandse Vereniging voor de Verenigde Naties (NVVN) zal optreden, met als doel de bekendheid van de Verenigde Naties onder Nederlands publiek te vergroten. Zij spreekt zich via haar platform in toenemende mate uit over thema's als racisme, gendergelijkheid en vrouwenrechten en zet zich als NVVN Goodwill Ambassador vooral in voor SDG 5 (Gendergelijkheid) en 10 (Ongelijkheid verminderen).
Op 10 augustus 2020 werden De Jager en haar vriend thuis overvallen en mishandeld door vier mannen. Drie van hen werden aangehouden. 
De Jager won in 2020 het jubileumseizoen van het televisieprogramma Wie is de Mol?
Vanaf 28 december 2020 verscheen in vier wekelijkse afleveringen op YouTube de documentaireserie NikkieTutorials: Layers of Me, over de ups en downs waar De Jager mee te maken heeft gehad. De serie werd gemaakt door Linda Hakeboom.
In mei 2021 vormde De Jager samen met Chantal Janzen, Jan Smit en Edsilia Rombley het presentatiekwartet van het Eurovisiesongfestival 2021 in Rotterdam Ahoy.
De Jager won op 14 oktober 2021 de Televizier-Ster voor beste tv-presentatrice van 2021.
In 2021 en 2022 presenteerde ze bij Zapp de Make-Up Cup, waarin kinderen opdrachten doen om hun gezicht op verschillende manieren op te maken. Vanaf 2023 wordt dit programma uitgezonden als Nikkie's Make Up Mansion. In deze versie van het programma mogen de kinderen een uitstapje maken om inspiratie op te doen voor de opdrachten. Deze worden bovendien niet in een studio gedaan, maar bij Nikkie thuis. 
In 2024 zou ze namens Nederland de punten uitdelen tijdens de finale van het Eurovisiesongfestival, maar omdat Joost Klein die Nederland tijdens dit festival vertegenwoordigde vanwege een vermeend incident achter de schermen werd gediskwalificeerd trok ze zich terug. Ze vond het daardoor niet gepast om de punten uit te delen vanuit Leeuwarden. Songfestivalbaas Martin Österdahl nam deze taak daarom van haar over.

## Professioneel visagiste
De Jager ontwikkelde zich na haar vroege succes op YouTube ook professioneel verder als visagiste, volgde diverse cursussen en werkte voor enkele televisieprogramma's en bladen. De Jager is anno 2023 met haar kanalen een van de succesvolste Nederlandse Youtubers.

## Televisie
| Televisie  | Televisie                        | Televisie                                 |
| Jaar       | Productie                        | Opmerkingen                               |
| ---------- | -------------------------------- | ----------------------------------------- |
| 2017       | The Big Escape                   | 7e afvaller, 6e plek                      |
| 2017       | Het Jachtseizoen                 | Verloren                                  |
| 2019       | Wie is de Mol?                   | Kandidaat, 2e afvaller                    |
| 2019       | Weet Ik Veel                     | Deelnemer                                 |
| 2019       | Thank You For The Music          | Deelnemer                                 |
| 2019       | De TV Kantine                    | Jurylid bij persiflage RuPaul's Drag Race |
| 2020       | Eurovision: Europe Shine a Light | Presentatrice (sociale media)             |
| 2020       | Wie is de Mol?                   | Winnaar                                   |
| 2020       | Drag Race Holland                | Gast jurylid, 2 afleveringen              |
| 2021-2022  | Make-Up Cup                      | Presentatrice en jurylid                  |
| 2021       | Glow Up                          | Jurylid                                   |
| 2021-heden | Make Up Your Mind                | Panellid                                  |
| 2021       | Eurovisiesongfestival            | Presentatrice                             |
| 2022       | De Enige Echte                   | Presentatrice, eenmalig programma         |
| 2023       | Eurosong (België)                | Jurylid                                   |
| 2023       | Make-Up Mansion                  | Host/Jurylid                              |
| 2023       | I Can See Your Voice             | Gastpanellid                              |
| 2023       | Boerderij van Dorst              | Gast                                      |
| 2024       | DNA Singers                      | Gastpanellid                              |

## Prijzen
| Prijzen           | Prijzen           | Prijzen                                                                               |
| Jaar              | Prijs             | Opmerking                                                                             |
| ----------------- | ----------------- | ------------------------------------------------------------------------------------- |
| 2017              | Teen Choice Award | Winst in de categorie Fashion Beauty Web Star.                                        |
| 2017              | Hashtag Awards    | Winst in de categorie Beste Beauty & Lifestyle Video met haar video Power of Make up. |
| 2021              | Televizier-Ster   | Winst in de categorie Televizier-Ster Presentatrice.                                  |
| 2021 (7 december) | COC Nederland     | Bob Angelo Sterren van de Toekomst-trofee                                             |

## Privé
De Jager trouwde op 6 september 2022.